# ترونگسویکن
ترونگسویکن (به سوئدی: Trångsviken) یک سکونتگاه مسکونی در سوئد است که در بخش کروکام واقع شده‌است.

## خصوصیات
ترونگسویکن ۰٫۶۴ کیلومترمربع مساحت و ۲۸۸ نفر جمعیت دارد.